# Франсіско Лояконо
Франсіско Рамон Лояконо (ісп. Francisco Ramón Loiácono; 11 грудня 1935, Буенос-Айрес — 19 вересня 2002, Паломбара-Сабіна) — аргентинський та італійський футболіст, що грав на позиції півзахисника. По завершенні ігрової кар'єри — тренер.
Виступав за національну збірну Італії.
Володар Кубка ярмарків.

## Клубна кар'єра
Народився в місті Буенос-Айрес у сім'ї італійських мігрантів. Вихованець футбольної школи клубу «Сан-Лоренсо». Дорослу футбольну кар'єру розпочав в 1953 році в основній команді того ж клубу, в якій провів один сезон, взявши участь у шести матчах чемпіонату.
Згодом з 1955 по 1957 рік грав у складі команд клубів «Хімнасія і Есгріма» (Ла-Плата) та «Ланероссі».
Своєю грою за останню команду привернув увагу представників тренерського штабу клубу «Фіорентіна», до складу якого приєднався 1957 року. Відіграв за «фіалок» наступні три сезони своєї ігрової кар'єри. Більшість часу, проведеного у складі «Фіорентіни», був основним гравцем команди.
У 1960 році уклав контракт з клубом «Рома», у складі якого провів наступні три роки своєї кар'єри гравця. В новому клубі був серед найкращих голеодорів, відзначаючись забитим голом в середньому щонайменше у кожній третій грі чемпіонату. За цей час виборов титул володаря Кубка ярмарків.
Протягом 1963—1965 років захищав кольори клубів «Фіорентіна» та «Сампдорія».
З 1965 року чотири сезони захищав кольори команди клубу «Алессандрія». Граючи у складі «Алессандрії» також здебільшого виходив на поле в основному складі команди.
Завершив професійну ігрову кар'єру у клубі «Леньяно», за команду якого виступав протягом 1969—1970 років.

## Виступи за збірні
1956 року зіграв вісім матчів у складі національної збірної Аргентини.
У складі збірної був учасником Чемпіонату Південної Америки 1956 року в Уругваї, на якому команда здобула бронзові нагороди.
Протягом 1959—1961 років виступав у складі національної збірної Італії.

## Кар'єра тренера
Розпочав тренерську кар'єру, ще продовжуючи грати на полі, 1967 року, увійшовши до тренерського штабу клубу «Алессандрія». 1974 року став головним тренером команди «Беневенто», тренував команду з Беневенто один рік.
Згодом протягом 1975—1976 років очолював тренерський штаб клубу «Ліворно». 1982 року прийняв пропозицію попрацювати у клубі «Салернітана». Залишив команду з Салерно 1983 року.
Протягом тренерської кар'єри також очолював команди клубів «Латина», «Кастровілларі», «Кавезе», «Барлетта», «Казорія», «Ночеріна» та «Арагас».
Останнім місцем тренерської роботи був клуб «Вітербезе», головним тренером команди якого Франсіско Лояконо був з 1987 по 1989 рік.
Помер 19 вересня 2002 року на 67-му році життя у місті Паломбара-Сабіна.
| Дата       | Місто         | Господарі      | Результат | Гості     | Турнір                   | Голи | Примітки |
| ---------- | ------------- | -------------- | --------- | --------- | ------------------------ | ---- | -------- |
| 28/02/1959 | Рим           | Італія         | 1 – 1     | Іспанія   | товариський матч         | 1    |          |
| 01/11/1959 | Прага         | Чехословаччина | 2 – 1     | Італія    | Кубок Центральної Європи | 1    |          |
| 29/11/1959 | Флоренція     | Італія         | 1 – 1     | Угорщина  | Кубок Центральної Європи | -    |          |
| 06/01/1960 | Неаполь       | Італія         | 3 – 0     | Швейцарія | Кубок Центральної Європи | -    |          |
| 13/03/1960 | Барселона     | Іспанія        | 3 – 1     | Італія    | товариський матч         | 1    | 46'      |
| 24/05/1961 | Рим           | Італія         | 2 – 3     | Англія    | товариський матч         | -    |          |
| 15/06/1961 | Флоренція     | Італія         | 4 – 1     | Аргентина | товариський матч         | 1    | 62'      |
| 15/10/1961 | Тель-Авів-Яфо | Ізраїль        | 2 – 4     | Італія    | Відбір до ЧС 1962        | 1    |          |
| Усього     |               | Матчів         | 8         |           | Голів                    | 5    |          |

## Досягнення
- Володар Кубка ярмарків:

«Рома»: 1960-61
- Найкращий бомбардир Кубка ярмарків:

«Рома»: 1962-63
Збірні
- Бронзовий призер Чемпіонату Південної Америки: 1956